# Покровська міська рада (Донецька область)
Покровська міська́ ра́да — орган місцевого самоврядування Покровської міської громади Донецької області. До 12 червня 2020 р. існувала як адміністративно-територіальна одиниця з адміністративним центром у місті Покровськ.

## Адміністративно-територіальна одиниця
До 12 червня 2020 р. існувала як адміністративно-територіальна одиниця з адміністративним центром у місті обласного значення Покровськ, тобто міськрада підпорядковувалась напряму Донецькій області. Покровській міськраді підпорядковувались 2 міста (1 міська рада), і одне смт (1 селищна рада). Покровська міська рада — 83 251 осіб (за переписом 2001 року):
- місто Покровськ — 69154 осіб
- Родинська міська рада — 11996 осіб
  - місто Родинське — 11996 осіб
- Шевченківська селищна рада — 2 101 осіб
  - смт Шевченко — 2101 осіб

На 1 лютого 2014 року чисельність наявного населення на території підпорядкованій міськраді становила 76 893 особи.

## Склад ради
Рада складається з 36 депутатів та голови.
- Голова ради:
- Секретар ради: Гаврильченко Галина Олександрівна

### Керівний склад попередніх скликань
| ПІБ                         | Основні відомості                                                       | Дата обрання | Дата звільнення |
| --------------------------- | ----------------------------------------------------------------------- | ------------ | --------------- |
| Ляшенко Андрій Геннадійович | Міський голова, 1976 року народження, освіта вища, безпартійний         | 26.03.2006   | 31.10.2010      |
| Ляшенко Андрій Геннадійович | Міський голова, 1976 року народження, освіта вища, член Партії регіонів | 31.10.2010   | 30.01.2014      |

Примітка: таблиця складена за даними джерела

### Депутати
За результатами місцевих виборів 2015 року депутатами ради стали:

#### За суб'єктами висування
| Суб'єкт висування        | Кількість обраних депутатів | %     |
| ------------------------ | --------------------------- | ----- |
| Відродження              | 26                          | 72.22 |
| Опозиційний блок         | 6                           | 16.67 |
| Молодіжна партія України | 4                           | 11.11 |

#### За округами
| № округу                      | Прізвище, ім'я, по батькові       | Дата визнання обраним | Освіта      | Партійна приналежність              | Відомості про обраного депутата                                                                                       |
| ----------------------------- | --------------------------------- | --------------------- | ----------- | ----------------------------------- | --- |
| Комуністична партія України   |                                   |                       |             |                                     | |
| б/м                           | Голощапова Валентина Федосіївна   | 03.11.2010            | Освіта вища | член Комуністичної партії України   | Міська організація ветеранів війни та праці, голова                                                                   |
| б/м                           | Кугель Олексій Ігорович           | 03.11.2010            | Освіта вища | член Комуністичної партії України   | ТОВ «Красноармійський електромеханічний завод», директор                                                              |
| б/м                           | Міненко Сергій Сергійович         | 03.11.2010            | Освіта вища | член Комуністичної партії України   | ФОП Аннєнкова А. В., юрисконсульт                                                                                     |
| Ліберальна партія України     |                                   |                       |             |                                     | |
| б/м                           | Дорош Сергій Юрійович             | 03.11.2010            | Освіта вища | член Ліберальної партії України     | КП «Красноармійський центр єдиного замовника», директор                                                               |
| Партія регіонів               |                                   |                       |             |                                     | |
| б/м                           | Булгакова Тетяна Валеріївна       | 03.11.2010            | Освіта вища | член Партії регіонів                | Красно армійська міська організація Партії регіонів, керівник секретаріату                                            |
| б/м                           | Гаврильченко Галина Олександрівна | 03.11.2010            | Освіта вища | член Партії регіонів                | Красноармійська міська рада, секретар міської ради                                                                    |
| б/м                           | Данилов Олексій Степанович        | 03.11.2010            | Освіта вища | член Партії регіонів                | Державне підприємство «Вугільна компанія» «Краснолиманська», начальник відділу аналітично-інформаційного забезпечення |
| б/м                           | Іваньо Наталія Вікторівна         | 03.11.2010            | Освіта вища | член Партії регіонів                | Благодійний фонд «Надія», директор                                                                                    |
| б/м                           | Пастернак Зіновій Григорович      | 03.11.2010            | Освіта вища | член Партії регіонів                | ТОВ «Юнона», директор                                                                                                 |
| б/м                           | Губарєв Володимир Миколайович     | 03.11.2010            | Освіта вища | член Партії регіонів                | ЗАТ "Красно армійське авто підприємство «Укрбуд», голова правління                                                    |
| б/м                           | Понікаров Ігор Вікторович         | 03.11.2010            | Освіта вища | член Партії регіонів                | Публічне акціонерне товариство "Шахтоуправління «Покровське», заступник генерального директора з господарчих питань   |
| б/м                           | Вострецов Микола Олександрович    | 03.11.2010            | Освіта вища | член Партії регіонів                | Державне підприємство «Вугільна компанія» «Краснолиманська», заступник директора з капітального будівництва           |
| б/м                           | Крамарова Світлана Ігорівна       | 03.11.2010            | Освіта вища | член Партії регіонів                | Публічне акціонерне товариство "Шахтоуправління «Покровське», заступник директора з кадрів                            |
| б/м                           | Баркулов Юрій Вікторович          | 03.11.2010            | Освіта вища | член Партії регіонів                | ТОВ "Телекомпанія «Орбіта», генеральний директор                                                                      |
| б/м                           | Штутман Валентина Василівна       | 03.11.2010            | Освіта вища | член Партії регіонів                | Красноармійське міське фінансове управління, начальник                                                                |
| б/м                           | Волкова Тетяна Олександрівна      | 03.11.2010            | Освіта вища | член Партії регіонів                | Красноармійська ЦРЛ, головний лікар                                                                                   |
| б/м                           | Оніпко Тетяна Михайлівна          | 03.11.2010            | Освіта вища | член Партії регіонів                | Відділ освіти Красноармійської міської ради, начальник відділу                                                        |
| б/м                           | Кушнір Тетяна Григорівна          | 03.11.2010            | Освіта вища | член Партії регіонів                | ТОВ «Красноармійський електромеханічний завод», заступник директора                                                   |
| 1                             | Макаренко Віталій Віталійович     | 03.11.2010            | Освіта вища | член Партії регіонів                | приватний підприємець                                                                                                 |
| 2                             | Вакуленко Дмитро Володимирович    | 03.11.2010            | Освіта вища | член Партії регіонів                | Станція Красноармійськ державного підприємства «Донецька залізниця», начальник                                        |
| 3                             | Макоткіна Лариса Вікторівна       | 03.11.2010            | Освіта вища | член Партії регіонів                | ВАТ Красноармійський «Динасовий завод», заступник голови правління                                                    |
| 4                             | Підлісний Олег Іванович           | 03.11.2010            | Освіта вища | член Партії регіонів                | ТОВ «Дон мед», заступник директора                                                                                    |
| 5                             | Швайко Олександр Олександрович    | 03.11.2010            | Освіта вища | член Партії регіонів                | Красноармійська міська рада, начальник відділу з регулювання земельних відносин                                       |
| 6                             | Початовський Володимир Іванович   | 03.11.2010            | Освіта вища | член Партії регіонів                | Управління Пенсійного фонду України у м. Красноармійськ, начальник управління                                         |
| 7                             | Волошин Микола Петрович           | 03.11.2010            | Освіта вища | член Партії регіонів                | ЗАТ «Красноармійське автопідприємство Укрбуд», головний механік                                                       |
| 8                             | Дітковський Михайло Іванович      | 03.11.2010            | Освіта вища | член Партії регіонів                | КП «Красноармійськ водоканал», директор                                                                               |
| 9                             | Коновалов Олександр Вікторович    | 03.11.2010            | Освіта вища | член Партії регіонів                | ТОВ «Юпітер», директор                                                                                                |
| 10                            | Толмачов Микола Іванович          | 03.11.2010            | Освіта вища | член Партії регіонів                | Красноармійський міський центр зайнятості, директор                                                                   |
| 11                            | Чурсін Олександр Олександрович    | 03.11.2010            | Освіта вища | член Партії регіонів                | Красноармійська дистанція колії ДІП Донецька залізниця, начальник                                                     |
| 12                            | Скляр Олександр Іванович          | 03.11.2010            | Освіта вища | член Партії регіонів                | Профспілковий комітет ПАТ «Шахтоуправління Покровське», голова профспілкового комітету                                |
| 13                            | Саркісян Ніна Вікторівна          | 03.11.2010            | Освіта вища | член Партії регіонів                | Красноармійський міський диспансер, головний лікар                                                                    |
| 14                            | Риндя Дмитро Володимирович        | 03.11.2010            | Освіта вища | член Партії регіонів                | КП «Управління міського господарства», директор                                                                       |
| 15                            | Дубинка Людмила Федорівна         | 03.11.2010            | Освіта вища | член Партії регіонів                | Навчально- виховний комплекс, директор                                                                                |
| 16                            | Чалов Олексій Олексійович         | 03.11.2010            | Освіта вища | член Партії регіонів                | приватний підприємець                                                                                                 |
| 17                            | Марін Володимир Михайлович        | 03.11.2010            | Освіта вища | член Партії регіонів                | Красноармійське управління по газифікації та газозабезпечення ВАТ «Донецьк обл.газ», директор                         |
| 18                            | Гнилов Іван Гаврилович            | 03.11.2010            | Освіта вища | член Партії регіонів                | Відокремлений підрозділ «ш-та Родинська» ДП «Красноармійськ вугілля», директор                                        |
| 19                            | Волотковський Сергій Миколайович  | 03.11.2010            | Освіта вища | член Партії регіонів                | ДП ВК Краснолиманська, вО директора                                                                                   |
| 20                            | Левчук Віктор Володимирович       | 03.11.2010            | Освіта вища | член Партії регіонів                | ТОВ «Донбас-ВДМ», директор                                                                                            |
| Політична партія «Фронт Змін» |                                   |                       |             |                                     | |
| б/м                           | Шишко Анатолій Васильович         | 03.11.2010            | Освіта вища | член Політичної партії «Фронт Змін» | пенсіонер |
| б/м                           | Зінченко Анатолій Миколайович     | 03.11.2010            | Освіта вища | член Політичної партії «Фронт Змін» | приватний підприємець                                                                                                 |